# Massimo Stano
Massimo Stano (* 27. ledna 1992, Grumo Appula) je italský sportovní chodec. Na olympijských hrách v Tokiu konaných roku 2021 získal zlatou medaili v závodě na 20 kilometrů. V roce 2022 se stal mistrem světa na 35 kilometrové trati, když při tom zároveň utvořil rekord mistrovství. Je rovněž čtyřnásobným mistrem Itálie. Je policistou a členem policejního sportovního klubu Fiamme Oro. V roce 2016 se Stano oženil s marockou atletkou Fatimou Lotfiovou.